# Drașkova Poleana, Loveci
Drașkova Poleana (în bulgară Драшкова Поляна) este un sat în comuna Aprilți, regiunea Loveci,  Bulgaria. 

## Demografie
Componența etnică a satului Drașkova Poleana
     Bulgari (98,83%)
     Nicio identificare (1,16%)
     Altele (0%)
La recensământul din 2011, populația satului Drașkova Poleana era de 86 locuitori. Din punct de vedere etnic, majoritatea locuitorilor (98,83%) erau bulgari. Pentru 1,16% din locuitori nu este cunoscută apartenența etnică.